# Hovgård, Sjundeå
Hovgård är en före detta herrgård i Sjundeå, Finland. Den här sätesgården omnämndes första gången år 1556 men nuförtiden finns det ingenting kvar av gården, platsen är obebodd. Hovgård låg på västra sidan av Pickala å och gården har hört samman med Pickala gård som låg på östra sidan av Pickala å. Hovgård torde höra till det äldsta bebyggelseskiktet i Sjundeå. Gården ingick i Klas Flemings Pickala-possession mot slutet av 1500-talet.